# Alkensäuren
Alkensäuren (auch Alkenoate, Alkenate oder Alkencarbonsäuren) sind Carbonsäuren, die neben einer Carboxygruppe mindestens eine C-C-Doppelbindung in der Kohlenwasserstoffkette aufweisen. Einige Alkensäuren besitzen große Bedeutung als wichtige und „gesunde“ Fettsäuren, die in Fetten enthalten sind. Man bezeichnet diese als ungesättigte Fettsäuren. Ein konkretes Beispiel ist die Linolsäure.
Erhebliche technische und wirtschaftliche Bedeutung besitzt die Acrylsäure (α,β-ungesättigte Propionsäure), deren Ester, Amide und Nitrile als Monomere zur Erzeugung von Kunststoffen und Klebstoffen eingesetzt werden.